# 2012年4月逝世人物列表
2012年逝世人物列表：1月 - 2月 - 3月 - 4月 - 5月 - 6月 - 7月 - 8月 - 9月 - 10月 - 11月 - 12月
2012年4月逝世人物列表，是用于汇总2012年4月期间逝世人物的列表。

## 依日期排序

### 4月1日
- 蕾拉·丹瑪（Leila Denmark），114歲，美國女醫師，世界最高齡執業醫師暨第四高齡人瑞。聯合報（页面存档备份，存于）
- 米格爾·德拉馬德里（西班牙語：Miguel de la Madrid），77歲，墨西哥總統（1982─1988年），死於肺氣腫併發症。法新社(中文)（页面存档备份，存于）
- 張美瑤，71歲，台灣電影演員。中央社
- 潘瑞炽，90岁，中国植物生理学家科学网（页面存档备份，存于）

### 4月2日
- 本焕长老，106歲，中国佛教协会第8届理事会名誉会长、为临济宗第四十四代传人，中國佛門泰斗。中新社（页面存档备份，存于）
- 劉曉鋒，28歲，香港理工大學電子計算機學系項目助理，患有肌肉萎縮症的科研傑出青年。明報Archive.today的存檔，存档日期2013-04-27
- 冉瑞图，96岁，中国肝胆外科专家，四川大学华西医院教授。[1]

### 4月3日
- 王文璨，55歲，台灣企業家、明基（BenQ）副董事長、立法院院長王金平的堂弟，因騎單車發生意外身亡。聯合晚報
- 戴國安（Richard Descoings），54歲，法國著名學者、巴黎政治學院院長。am730（页面存档备份，存于）

### 4月4日
- 哥罗特·米勒（Claude Miller），70歲，法國電影製片、導演暨編劇。香港成報[]

### 4月5日
- 宾古·瓦·穆塔里卡（Bingu wa Mutharika），78歲，馬拉維總統。新華網
- 費迪南·亞歷山大·保時捷（Ferdinand Alexander Porsche），76歲，德國設計師，保時捷911跑車設計者。聯合報
- 吉姆·馬歇爾（Jim Marshall），88歲，英國企業家，知名音箱品牌Marshall Amplification創辦人。華爾街日報（页面存档备份，存于）

### 4月6日
- 张守常，91岁，中国历史学家科学网（页面存档备份，存于）
- 方励之，76歲，天体物理学家（方向天体物理学與宇宙學）、中國異議人士，中国科学技术大学首任副校长、六四事件後流亡美國，為亚利桑那大学天体物理教授。BBC（页面存档备份，存于）、亚利桑那大学物理系（页面存档备份，存于）

### 4月7日
- 迈克·华莱士（Mike Wallace），93歲，美國哥倫比亞廣播公司訪談節目《60分鐘》主持。CBS（页面存档备份，存于）、中國網絡電視台（页面存档备份，存于）
- 伊戈尔·阿列克谢耶维奇·罗加乔夫（中文名罗高寿），80歲，俄罗斯前驻华大使、俄罗斯联邦委员会（议会上院）议员、著名外交家、汉学家。新華網 Archive.today的存檔，存档日期2013-04-28

### 4月8日
- 安岡力也（日語：安岡 力也），64歲，日本演員及歌手，死於心臟病。日本讀賣新聞

### 4月9日
- 青野武（日語：青野 武），76歲，日本聲優及舞台演員，代表作品包括《宇宙戰艦大和號》、《櫻桃小丸子》友藏爺爺。自由時報、日本每日新聞

### 4月11日
- 艾哈邁德·本·貝拉（阿拉伯語：أحمد بن بلّة），96歲，阿爾及利亞政治家，及前阿爾及利亞總統(1963年9月15日至1965年6月19日)。中新社（页面存档备份，存于）
- 德珍，37歲，台灣知名插畫家，有「東方畫姬」之稱。巴哈姆特電玩資訊站（页面存档备份，存于）

### 4月12日
- 李瑞麟，84岁，中国工程院院士，中国女用计划生育药物研究创始人之一。科学网（页面存档备份，存于）
- 母国光，81岁，南开大学前校长、著名光学家、中国科学院院士。人民网

### 4月14日
- 荒木茂（日語：荒木 しげる），63岁，日本演員，曾出演假面騎士Stronger。報知新聞社
- 摩洛仙尼（義大利語：Piermario Morosini），25岁，意大利乙組聯賽球會利禾奴球員，死於心臟病。新浪足球（页面存档备份，存于）
- 李京煥（韓語：이경환），24岁，南韓足球員，死於自殺。Fox Sports（页面存档备份，存于）

### 4月15日
- 三重野康（三重野 康），88岁，前日本银行总裁。网易

### 4月16日
- 梅尔斯克·麦金尼·默勒（丹麥語：Mærsk Mc-Kinney Møller），98岁，丹麦航运巨头A・P・穆勒―马士基集团（A.P. Møller – Mærsk Gruppen）前主席。搜狐（页面存档备份，存于）

### 4月17日
- 格拉罕·辛普森（英语：Graham Simpson (musician)）（Graham Simpson），68歲，英國搖滾樂團羅西音樂的貝斯手與創團成員。[2]

### 4月18日
- 萊文·海爾姆（Levon Helm），71岁，美国摇滚樂團乐队合唱团成员，鼓手兼歌手。樂團曾获葛莱美终身成就奖，海爾姆还凭借个人作品获了三项葛莱美奖。凤凰网（页面存档备份，存于）
- 區美珍，中華民國駐多明尼加大使館的僑務秘書，在住所遭到殺害。公共電視台（页面存档备份，存于）
- 迪克·克拉克（Dick Clark），82岁，美国知名电视制片人、主持人，创办并主持了《 美国舞台》(（American Bandstand）)、《纽约跨年音乐会》（New Year's Rockin' Eve）。新浪（页面存档备份，存于）

### 4月19日
- 高彥鳴，60岁，香港教育局課程發展委員會主席，被發現倒斃調景嶺維景灣畔 17座一單位香港蘋果日報[]

### 4月20日
- 斯多克的阿什利勳爵（Lord Ashley of Stoke），89歲，英國政治家，多年來關注傷殘人士權益，1966年至1992年代表南特倫特河畔斯托克擔任下議院議員。BBC（页面存档备份，存于）
- 经福谦，83岁，中国科学院院士、爆炸力学和高压物理学家。科学网（页面存档备份，存于）

### 4月21日
- 查里士·寇爾森(Charles Colson)，80歲，美國前總統理查·尼克森的顧問，因涉入水門案被處徒刑7個月，出獄之後致力於基督教福音工作，因腦出血的併發症病逝[3][4][5][6][7]。

### 4月25日
- 白全佐，90歲，知名藝人白嘉莉之父親，自1985年將輕航機從國外引入台灣。中時電子報

### 4月29日
- 舒克里·穆罕默德·加尼姆（阿拉伯語：شكري محمد غانم）， 利比亞前任石油部長，在維也納被發現陳屍於多瑙河。中央日報
- 杨世杰，80岁，中国天文学家[8][9]。

### 4月30日
- 陳千武，90歲。創立臺中市立文化中心、筆耕七十餘年的台中市文學家。中央日報
- 亞歷山大·達勒·厄恩(Alexander Dale Oen)，26歲。挪威游泳選手，2011年世界游泳錦標賽男子100公尺蛙泳冠軍，2008年北京奧運游泳賽男子100公尺蛙泳銀牌，與挪威游泳代表隊於美國集訓時，在練習之後猝死[10][11][12]。